# United Linux
United Linux — попытка консорциума производителей дистрибутивов Linux создать общий дистрибутив для коммерческого использования, для уменьшения повторений инженерных решений и для успешной конкуренции с компанией Red Hat.
Членами-основателями United Linux были SUSE, Turbolinux, Conectiva и The SCO Group (бывшая Caldera Systems).
Консорциум был объявлен 30 мая 2002 года, распался — 22 января 2004 года.